# Patricia Voet
Patricia Voet is een Belgisch voormalig acro-gymnaste. 

## Levensloop
Samen met Sofie De Mey en Sally Van Renterghem behaalde ze brons op de Wereldspelen van 1993 in Den Haag. Tevens behaalden ze dat jaar brons op de onderdelen 'allround' en 'balans' bij de 'dames trio' op de Europese kampioenschappen.